# Виљан
Виљан (мађ. Villány) градић је у Мађарској. Виљан се налази у оквиру жупаније Барања.
Према подацима из 2008. године град има 2480 становника  Средиште је познатог виноградарског краја у Мађарској.

## Географија
Град Виљан се налази у јужном делу Мађарске. Од првог већег града, Печуја, град је удаљен око 35 километара југоисточно. Град се налази у средишњем делу Панонске низије, у историјској области Барања, на свега 8 километара од границе Мађарске са Хрватском. Северно од насеља издиже се Виљанско горје, познати виноградарски крај у Мађарској.

## Становништво
Становништво Виљана данас је претежно мађарско, али ту живе и припадници мањинских народа: Немци (12,9%), Срби (0,2%), Хрвати (0,5%), Роми. Невелика српска заједница има месну самоуправу, једну од 20-ак активних подружница српске мањинске самоуправе у Мађарској.

### Попис1910.
| Виљан | Виљан |
| --- | --- |
| Језик | Вера |
| укупно: 2.552 Немачки 1.918 (75,15%) Мађарски 413 (16,18%) Српски 203 (7,95%) Хрватски 9 (0,35%) Румунски 3 (0,11%) Словачки 1 (0,03%) остали 5 (0,19%) | <div style="border:solid transparent;position:absolute;width:100px;line-height:0; укупно: 2.552 Римокатол. 2.142 (83,93%) Православци 207 (8,11%) Јевреји 136 (5,32%) Калвинисти 42 (1,64%) Лутерани 24 (0,94%) Гркокатолици 1 (0,03%) - (-%) |

## Срби у Виљану
Првобитна српска православна црква подигнута је почетком 18. века. Садашња велика сеоска црква са масивним звоником саграђена је и посвећена празнику Успењу Богородице или Великој Госпојини 1773. године. Године 1876. ограђена је црквена порта прилогом Шиклошана, брата и сестре - Стевана Шешића и Марије Јанковић. Захвалност су им јавно изразили представници месне црквене општине Љубомир Цветић и Радослав Пауновић. Темпло је осликано 1885. године. Зографске иконе из прве деценије 18. века изложене су у музејској поставци у Сентандреји. Православно парохијско звање је основано 1777. године, када су и матрикуле заведене.
Записано је у селу 1731. године 36 српских православних домова. Када је уочи Ускрса поп исповедао и причешћивао вернике пред њим је стало 99 православаца. Од домаћина забележена су презимена: Ковач, Божић, Милетић, Касапа, Кувеждин, Ђурић, Јуришић, Драгачев, Капетан, Иван, Мерћенов, Аћимов, Релић, Михаилов и Обрад.
Општина Виљанска је 1745. године определа за издржавање српске школе 10 форинти годишње.
Године 1796. записано је у месту 297 српских становника, а век доцније било их је много мање, 1890. године - 170 душа. „Изгубило се” чак 127 особа српске националности.
Забележена су 1826. године два православна свештеника у „Вилану”: поп Андреј Поповић парох и поп Јован Поповић капелан. Православни парох, претплатник и скупљач претплате за једну српску књигу био је 1859. године поп Прокопије Топенарски. У Виљану је 1867. године било 197 православних Срба становника. По царском рескрипту из 1868. године укинуте су неке црквене општине у Угарској, попут оне у Виљану. За споменик деспоту и светитељу српском Стевану Штиљановићу у Шиклошу (Ђунтиру), приложили су Виљанци, њих 12, укупно 5 форинти, које је донео лично тутор Ђоко Дадић.
По попису из 1900. године у месту Виљану је 208 православних Срба.
Месни учитељ Георгиј Поповић је 1816. године купио педагошку књигу из које се могао боље спремити за рад. Други месни учитељ Сава Милић набавио је 1824. године једну српску књигу. Пренумерант и учитељ виљански био је 1859. године Симеон Увалић. Наименован је у Виљанској школи за учитеља 1866. године Јаков Николић. Он је завршио основну школу и Препарандију у Сомбору. Проглашен је за квалификованог за рад у сеоској школи. Школски референт Поповић је вршио 1884. године контролу рада српских вероисповедних школа. У Виљан је дошао 28. фебруара и затекао учитеља Лазара Зундановића да са 30 ученика „добро ради”. Примедбе су се односиле на школско здање, па је било потребе за оправкама. Требало је школу мало узвисити и нове веће прозоре наместити, под да се патоше а кров покрије. Требало је да Виљанци моле министарство да им удели слике за очигледну наставу, мапе угарске краљевине и мађарске штице. Понуђена плата новом учитељу у месној школи је износила 1897. године, 120 форинти у новцу. Као привремена учитељица дошла је 1899. године у тамошњу школу Зорка Лазић. За Српски учитељски конвикт у Новом Саду, приложио је 102 к чланарине, Јован Лазић поседник из Виљана 1902. године. Председник Школског одбора је 1905. године Тимо Кузмановић, перовођа Милош Ђукић и старатељ Милош Николић. Школа је српска народна са једним здањем. Учитељица у Виљану 1902-1914. године је била Катица Теларовић, родом из Сомбора. У основну школу иде 21 ђак, а за пофторну има три ученика старијег узраста.
Године 1905. Виљан је мала општина, насељена после Мохачке битке. То је место у Дарданском срезу где живи 2473 становника у 421 дому. Доминирају Немци, а Срба је мало; има их 204 православне душе у 34 куће. Од српских јавних здања ту су православна црква и народна школа. Комуникације су пошта, брзојав и жељезничка станица.
У Виљану почетком 20. века постоји српска црквена општина, скупштина је редовна под председништвом Милана Лазића. Црквено-општински посед износи 24 кј. земље. Православна парохија заједно са оном у Мађарбоји чини једну заједничку и то шесте платежне класе. Свештеник је из Мађарбоје, који долази по распореду и потреби.
На почетку 21. века опстала је српска православна Успенска црква у месту. Лепо је уређена, окружена високим зидом портанским и налази се у центру насеља. Српско православно гробље је санирано 1960-их година, а пет старих камених споменика од пешчара са српским епитафима је пренето у порту православне цркве. На виљанском римокатоличком гробљу је пронађено неколико српских споменика.

## Партнерски градови
- Zamárdi
- Ајслинген